# Gare du Bouscat-Sainte-Germaine
Ne doit pas être confondu avec Gare de Germaine.
La gare du Bouscat-Sainte-Germaine est une gare ferroviaire française, située dans Bordeaux Métropole sur la commune du Bouscat, dans le département de la Gironde, en région Nouvelle-Aquitaine.

## Situation ferroviaire
La gare est située sur la ligne de ceinture de Bordeaux, entre les gares de Caudéran - Mérignac et de Bruges.

## Situation urbaine
La gare est implantée dans une zone dense de l'agglomération de Bordeaux à l'intérieure de la rocade. Elle est connectée au tramway et est pensée pour les déplacements du quotidien (voir paragraphe "Intermodalité").

## Histoire
Elle est mise en service le 5 juin 2023, après 14 mois de travaux, dans le cadre du RER métropolitain de Bordeaux.

## Fréquentation
En 2023, selon les estimations de la SNCF, la fréquentation annuelle de la gare s'élève aux nombres indiqués dans le tableau ci-dessous :
| Année                           | 2023  | 2024   |
| ------------------------------- | ----- | ------ |
| Voyageurs seuls                 | 9 488 | 29 418 |
| Voyageurs seuls + non voyageurs | 9 488 | 29 418 |

## Service des voyageurs

### Accueil

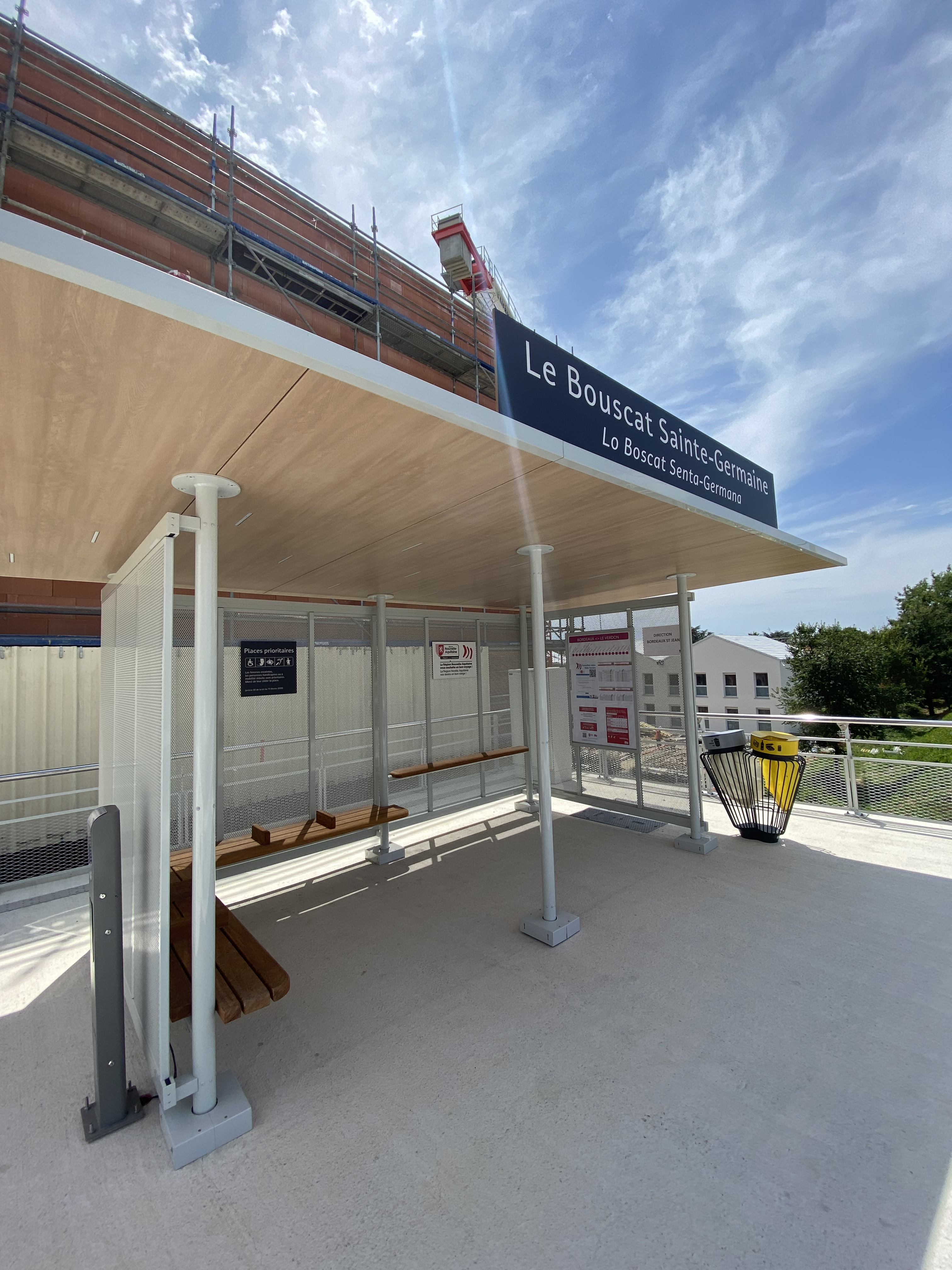
Un des abris de la halte.

Halte de la SNCF, c'est un point d'arrêt non géré (PANG) à accès libre. Elle dispose d'automates pour l'achat de titres de transport et d'abris sur ses deux quais.
L'accès aux quais s'effectue par des escaliers ou des ascenseurs, situés de part et d'autre du pont ferroviaire, permettant l'accessibilité aux personnes à la mobilité réduite.

### Desserte
Le Bouscat-Sainte-Germaine est desservie par les trains TER Nouvelle-Aquitaine de la ligne 42, qui circulent entre Bordeaux-Saint-Jean ou Pessac et Macau. Au-delà de Macau, la plupart des trains continue vers ou est en provenance de Lesparre, Le Verdon et même de La Pointe-de-Grave en juillet et août: ligne de Ravezies à Pointe-de-Grave.

### Intermodalité
La halte fait partie d'un pôle d'échanges, qui comprend : un parc pour les vélos et un parking, ainsi que l'accès au réseau de tram et bus de Bordeaux Métropole (TBM), avec la station Sainte-Germaine, sur la ligne D du tramway de Bordeaux, et un arrêt de bus, desservi par les lignes 33 et flex'Aéro.